# Combat éternel
Pour plus de détails, voir Fiche technique et Distribution.
Combat éternel (The Lamp Still Burns) est un film britannique réalisé par Maurice Elvey, sorti en 1943.

## Synopsis
Après avoir accompagné son commis à l'hôpital à la suite d'un accident de circulation, Hilary Clarke, une jeune architecte ayant du succès, décide de devenir infirmière. Son apprentissage va être difficile et elle va être amenée à choisir entre l'amour qu'elle éprouve pour un de ses patients et sa nouvelle carrière.

## Fiche technique
- Titre original : The Lamp Still Burns
- Titre français : Combat éternel
- Réalisation : Maurice Elvey
- Scénario : Elizabeth Baron, Roland Pertwee, d'après One Set of Feet de Monica Dickens
- Direction artistique : Alex Vetchinsky
- Photographie : Robert Krasker
- Son : John S. Dennis
- Montage : Frederick Wilson
- Musique : John Greenwood
- Production : Leslie Howard
- Production associée : Phil C. Samuel
- Société de production : Two Cities Films
- Société de distribution :  General Film Distributors,  Gaumont
- Pays d'origine :  Royaume-Uni
- Langue originale : anglais
- Format : Noir et blanc  — 35 mm — 1,37:1 — son mono
- Genre : drame
- Durée : 87 minutes
- Dates de sortie : 
  - Royaume-Uni : 29 novembre 1943
  - France : 15 août 1945

## Distribution
- Rosamund John : Hilary Clarke
- Stewart Granger : Laurence Rains
- Godfrey Tearle : Sir Marshall Freyne
- Sophie Stewart : Christine Morris
- Cathleen Nesbitt : l'infirmière en chef
- Margaret Vyner : Pamela Siddell
- John Laurie : Hervey